# A budapesti Könyves Kálmán körút épületeinek listája
Az alábbi lista a budapesti Könyves Kálmán körút épületeit mutatja be. Az üres telkek kék színnel kiemelve jelennek meg a listában.

## Könyves Kálmán körút

### 1-10.
| Kép | Szám     | Név                                                                 | Építés ideje | Tervező | Stílus                 | Megjegyzés |
| --- | -------- | ------------------------------------------------------------------- | ------------ | ------- | ---------------------- | --- |
|     | 1. (?)   | OMV benzinkút                                                       |              |         |                        | |
|     | 2-6. (?) | üres telek a bombázások áldozatainak emlékművével                   |              |         |                        | Korábban a Weiss Manfréd Első Magyar Konzerv- és Ércárugyár volt a területen, de ezt az 1990-es években elbontották. |
|     | 3.       | LG Electronics Magyar Kft. irodaháza és Car-Net Auto-Fort telephely |              |         |                        | |
|     | 5.       | Wallis irodaházak (2 épület, Polar center, Bajor center)            |              |         | kortársi modern        | A területen több épület áll.                                                                                         |
|     | 7.       | Ferencváros kocsiszín                                               | 1904         |         | historizáló–eklektikus | A területen több épület áll.                                                                                         |
|     | 8. (?)   | irodaház                                                            |              |         | kortársi modern        | |
|     | 9.       | Budapest Székesfővárosi Közlekedési Rt. fatelep                     |              |         |                        | |
|     | 10. (?)  | Praktiker üzletház                                                  | 1990-es évek |         | kortársi modern        | |

### 11-20.
| Kép | Szám       | Név                       | Építés ideje  | Tervező | Stílus           | Megjegyzés                                                                                            |
| --- | ---------- | ------------------------- | ------------- | ------- | ---------------- | --- |
|     | 11.        | Népliget Center           | 2000-res évek |         | kortársi moderní | Korábban a Ferencvárosi Vasutas sportpálya volt a helyén.                                             |
|     | 12-18.     | Lurdy Ház                 | 1998          |         | kortársi modern  | |
|     | 13. (?)    | Népliget autóbusz-állomás |               |         |                  | Korábban filmgyár, és FTC klubház sportpályával (Jánszky Tibor és Szivessy Béla, 1911) volt a helyén. |
|     | 15-23. (?) | üres telek, Népliget      |               |         |                  | |
|     | 20.        | Shell benzinkút           |               |         | kortársi modern  | |

### 21-30.
| Kép | Szám   | Név                         | Építés ideje             | Tervező                   | Stílus                                | Megjegyzés                                                                         |
| --- | ------ | --------------------------- | ------------------------ | ------------------------- | ------------------------------------- | ---------------------------------------------------------------------------------- |
|     | 22.    | Marsopont autókereskedés    |                          |                           |                                       |                                                                                    |
|     | 24-26. | Emszt Kálmánné Sportcsarnok |                          |                           |                                       |                                                                                    |
|     | 25.    | MOL benzinkút               |                          |                           | kortársi modern                       |                                                                                    |
|     | 25.    | Törekvés Művelődési Központ | 1888                     |                           | historizáló–eklektikus                | Az egyik legrégebbi budapesti művelődési intézmény. A páratlan oldal utolsó telke. |
|     | 28-32. | Szent László Kórház         | 1894-től több részletben | Kauser József, majd mások | historizáló–eklektikus, később modern | A területen számos, kisebb-nagyobb épület áll.                                     |

### 31-40.
| Kép | Szám | Név                                                                             | Építés ideje | Tervező                  | Stílus                 | Megjegyzés |
| --- | ---- | ------------------------------------------------------------------------------- | ------------ | ------------------------ | ---------------------- | --- |
|     | 34.  | Liberty Irodaház                                                                | 2021–2022    |                          | kortársi modern        | |
|     | 36.  | Magyar Telekom Székház                                                          | 2018         |                          | kortársi modern        | FTC stadion állt a helyén. |
|     | 38.  | Állami Pénzverde (Magyar Pénzverő Zrt.)                                         | 1925–1926    | Szörényi-Reischl Gusztáv | historizáló–eklektikus | A terület egy részét a Központi Nyomozó Főügyészség használja. A területen több épület áll.                                        |
|     | 40.  | Tisztviselőtelepi Magyar Királyi Állami Főgimnázium („Tündérvár, Tündérpalota”) | 1909–1911    | Kőrössy Albert Kálmán    | szecessziós            | Az épületben működik az Országos Pedagógiai Könyvtár és Múzeum, de itt található a Magyar Természettudományi Múzeum Növénytára is. |

### 41-50.
| Kép | Szám   | Név             | Építés ideje | Tervező | Stílus          | Megjegyzés |
| --- | ------ | --------------- | ------------ | ------- | --------------- | ---------- |
|     | 42-46. | Hotel Platanus  |              |         |                 |            |
|     | 48-52. | Allianz székház |              |         | kortársi modern |            |

### 51-60.
| Kép | Szám   | Név               | Építés ideje | Tervező | Stílus          | Megjegyzés |
| --- | ------ | ----------------- | ------------ | ------- | --------------- | ---------- |
|     | 54-58. | MÁV Start székház |              |         | kortársi modern |            |
|     | 62.    | ipari terület     |              |         |                 |            |

### 61-70.
| Kép | Szám   | Név         | Építés ideje | Tervező | Stílus          | Megjegyzés |
| --- | ------ | ----------- | ------------ | ------- | --------------- | ---------- |
|     | 62-64. | Penny üzlet |              |         | kortársi modern |            |

### 71-80.
| Kép | Szám    | Név                                            | Építés ideje                    | Tervező                    | Stílus                                | Megjegyzés |
| --- | ------- | ---------------------------------------------- | ------------------------------- | -------------------------- | ------------------------------------- | --- |
|     | 76.     | Ganz Vagongyári irodaépülete / Módusz irodaház | 1951–1954                       | Palcsik Sándor, Virágh Pál | modern                                | |
|     | 76.     | Ganz–MÁVAG                                     | 1870-es évektől több részletben |                            | historizáló–eklektikus, később modern | A területen számos, kisebb-nagyobb épület áll. |
|     | 76.     | OMV benzinkút                                  |                                 |                            | kortársi modern                       | |
|     | 76.     | Kfc gyorsétterem                               |                                 |                            | kortársi modern                       | |
|     | 78. (?) | Budapest–Kőbányai Dohánygyár                   | 1922                            |                            | historizáló–eklektikus                | 1949-ben bezárt. A körút szélesítésekor, az 1990-es években egy részét elbontották. A területen napjainkban a Könyves Éjjeli Menedékhely és Nappali Melegedő működik. A páros oldal utolsó telke. |